# Занзибар и Пемба
Народная Республика Занзибара и Пембы (англ. People's Republic of Zanzibar and Pemba) — государство на территории бывшего Султаната Занзибар, существовавшее с 12 января по 26 апреля 1964 года.

## Провозглашение Народной Республики
10 декабря 1963 года Занзибар получил независимость от Великобритании, став конституционной монархией во главе с султаном, которым стал Сеид-Джамшид-ибн-Абдулла. Но уже 12 января 1964 года под предводительством Джона Окелло произошла Занзибарская революция, свергнувшая султана и демократически избранное правительство. Была образована Народная Республика Занзибара и Пембы, которую возглавил шейх Ахмад Абейд Каруме.
12 января 1964 около 3 часов утра 600—800 плохо вооружённых революционеров, в основном африканцев, при поддержке нескольких недавно сокращённых полицейских атаковали полицейские участки Унгуджи (острова Занзибар), оба склада оружия и радиостанцию. Революционеры практически не имели боевой подготовки, но несмотря на то, что против них выступили регулярные полицейские войска, вскоре одержали победу. Вооружившись сотнями автоматических винтовок, пистолет-пулемётов и пулемётами Bren, повстанцы захватили контроль над стратегическими зданиями в столице. В течение 6 часов после начала военных действий повстанцы захватили здание городского телеграфа и ключевые правительственные здания, и только взлётно-посадочная полоса была захвачена в 14:18. Султан вместе с премьер-министром и членами кабинета бежали с острова на правительственной яхте, а дворец был захвачен революционным правительством.
Свергнутый султан сделал неудачные попытки получить военную поддержку Кении и Танганьики, хотя Танганьика отправила 100 сотрудников военизированной полиции в Занзибар для сдерживания беспорядков. Кроме отряда Стрелков Танганьики, полиция была единственной вооружённой силой в Танганьике, и 20 января её отсутствие привело к мятежу в полку Стрелков.
Согласно официальной истории Занзибара, революция была спланирована и возглавлена главой АШП Амани Абейд Каруме. Однако, Каруме в это время был на африканском материке, вместе с лидером запрещённой партии Умма Абдулрахманом Мохамедом Бабу. На материк, с целью обеспечения безопасности, его отправил секретарь отделения партии в Пембе, экс-полицейский угандийского происхождения Джон Окелло. Окелло прибыл в Занзибар из Кении в 1959 году. Именно он возглавил революционеров — главным образом, безработных членов Афро-Ширазийской молодёжной лиги. По некоторым версиям, именно Окелло спланировал революцию.
Партиями АШП и Умма, в качестве временного правительства, был создан Революционный совет во главе с Каруме, назначенным президентом. Страна была переименована в Народную Республику Занзибара и Пембы; первым актом нового правительство было изгнание султана, а также объявление вне закона партий НПЗ и НПЗП . Стремясь дистанцировать себя от изменчивого Окелло, Каруме без лишнего шума оградил его от политической арены, а также позволил сохранить самоприсвоенный титул фельдмаршала.
Однако, повстанцы Окелло успели провести репрессии против азиатов и арабов, населяющих Унгунджу (остров Занзибар), сопровождаемые избиениями, изнасилованиями, убийствами и уничтожением частной собственности. Окелло выступил на радио с речью, побуждающей убивать или арестовывать десятки тысяч его «врагов и марионеток». В ходе революции были убиты от пяти до двенадцати тысяч занзибарцев арабского происхождения, несколько тысяч индийцев, также тысячи были заключены под стражу или изгнаны с острова, а их собственность конфискована и национализирована. Фактическая оценка погибших в репрессиях сильно варьируется, от «сотен» до 20 000. Некоторые западные газеты указали числа от 2 000 до 4 000; наибольшие оценки, возможно, раздутые, были даны самим Окелло через радио, и некоторыми арабскими массмедиа. Убийство арабских заключенных и их захоронения в братских могилах были задокументированы итальянской съёмочной бригадой с вертолёта и показаны в фильме Прощай, Африка; этот фильм является единственным документальным подтверждениям убийств. Многие арабы спасались бегством в Оман, в то же время, по указу Окелло, европейцам не было нанесено никакого урона.
Постреволюционные волнения не затронули Пембу.

## Флаги Занзибара и Пембы в 1964 году

Флаг Султаната Занзибар (10 декабря 1963 — 12 января 1964)
Флаг Народной Республики Занзибар (c 12 по 17 января 1964)
Флаг Народной Республики Пемба (c 12 по 17 января 1964)
Флаг Народной Республики Занзибара и Пембы (17 января — 26 апреля 1964)
Флаг Объединённой Республики Танганьики и Занзибара (с 26 апреля по 30 июня 1964)
Флаг Объединённой Республики Танганьики и Занзибара (с 30 июня по 29 октября 1964)
Флаг Объединённой Республики Танзании (с 29 октября 1964)

На протяжении более чем ста лет два государства — султанат Занзибар и султанат Маската и Омана — существовали под одинаковым флагом, который представлял собой красное прямоугольное полотнище. В 1963 году власти султаната Занзибар видоизменили занзибарский флаг, расположив в центре полотнища зелёный круг с изображением двух золотых бутонов гвоздичного дерева. По мнению американского художника-вексиллолога Альфреда Знамеровского, тем самым они последовали примеру Ганы и других африканских государств, использовавших в своих флагах панафриканские цвета.
Чёрно-жёлто-синий горизонтальный триколор был введён радикальными революционерами во главе с Джоном Окелло, но продержался всего семнадцать дней: в связи с развернувшейся на острове резнёй арабов и индийцев радикалы были отстранены от власти представителями умеренной партии Афро-Ширази, и на смену прежнему флагу пришёл флаг этой партии — сине-чёрно-зелёный горизонтальный триколор с узкой вертикальной полосой белого цвета в левой части полотнища, составлявшей 1/36 ширины флага.
Существует мнение, что чёрно-жёлто-синий триколор представлял собой не флаг республики, а исключительно флаг сторонников Джона Окелло.
Флаг Народной Республики Пемба (1964) представлял собой собой прямоугольное полотнище красного цвета с схематическим изображением острова Пемба зелёного цвета.
26 апреля 1964 года Народная республика Занзибара и Пембы объединилась с Республикой Танганьика в единое государство — Объединённую Республику Танганьики и Занзибара. До утверждения нового флага использовался флаг Республики Танганьика: полотнище из трёх горизонтальных равновеликих полос — светло-зелёной, чёрной и светло-зелёной с разделительными золотыми полосками шириной в 1/16 ширины полотнища (для лучшего зрительного восприятия флага в соответствии с основным геральдическим правилом неналожения финифти на финифть).
Флаг новосозданного государства принят 30 июня 1964 года. Он был образован путём слияния элементов флагов обеих объединившихся стран: от Танганьики ему досталось зелёное треугольное поле и чёрная полоса с жёлтой каймой, от Занзибара — синее треугольное поле.
29 октября 1964 года была переименована в Объединённую Республику Танзания.

## Независимость и объединение с Танганьикой
Беспорядки закончились 3 февраля 1964 года. Каруме получил широкую поддержку в качестве президента. На улицах вновь появились полицейские, разграбленные магазины открылись, а нелицензированное оружие стало изыматься у гражданского населения. Революционное правительство заявило, что пятьсот политических заключённых предстанут перед судом. Окелло сформировал военизированную группировку «Войска свободы» (ВС) из своих сторонников, которая патрулировала улицы и подвергала разграблению собственность арабов. Поведение сторонников Окелло, его агрессивная риторика, угандийский акцент и христианское вероисповедание отталкивало большую часть умеренно настроенного населения Занзибара. К марту его ВС были разоружены сторонниками Каруме и дружиной партии Умма. 11 марта Окелло был официально лишен звания фельдмаршала, и получил отказ на въезд в страну при попытке вернуться в Занзибар с материка. До возвращения на свою родину в Уганду он был депортирован в Танганьику, а затем в Кению.
Революционное правительство национализировало два иностранных банка, действовавших на Занзибаре, Standard Bank и National and Grindlays Bank. На их основе был создан Peoples Bank of Zanzibar. Единственный банк с местным капиталом, Jetha Lila, власти закрыли, сославшись на то, что им владеют индийцы.
Возможное появление коммунистического государства в Африке вызывало беспокойства на западе. В феврале британский комитет по иностранным делам и обороне заявил, что британские коммерческие интересы в Занзибаре «минутны», революция сама по себе «не важна», но необходимо военное вмешательство. Комитет был обеспокоен тем, что Занзибар может стать центром экспансии коммунизма в Африке, так же, как Куба в Америке. Великобритания, большинство стран британского содружества и США до 23 февраля отказывались признавать новое правительство, в то время как большинство коммунистических стран уже признали его. По мнению Британского верховного комиссара в Занзибаре Тимоти Кроствэйта, это способствовало ориентации Занзибара на СССР. Кроствэйт и его сотрудники были высланы из страны 20 февраля, с разрешением вернуться только после того, как признание страны будет согласовано.
В апреле правительство сформировало народную освободительную армию (НОА) и завершило разоружение отрядов ВС Окелло. 26 апреля Каруме заявил об объединении с Танганьикой. СМИ оценили это слияние как средство предотвращения подрывной коммунистической деятельности в Занзибаре; по другой версии, целью объединения было ограничение влияния коммунистического крыла партии Умма. Однако многие из социальных программ партии Умма, касающихся полиции, образования и социального обеспечения, были приняты правительством.
26 апреля 1964 года Танганьика и Занзибар объединились, образовав Объединённую Республику Танганьики и Занзибара. 29 октября того же года название было сокращено, и страна стала называться Танзания. Ахмад Абейд Каруме остался президентом Занзибара и стал вице-президентом Танзании. В его ведении осталось внутреннее управление островами, в то время как внешние сношения перешли в ведение Танзании.